# Лоръл (окръг, Кентъки)
Вижте пояснителната страница за други значения на Лоръл.
Окръг Лоръл (на английски: Laurel County) е окръг в щата Кентъки, Съединени американски щати. Площта му е 1150 km², а населението - 52 715 души (2000). Административен център е град Лондон.